# Anatoli Zjigoelin
Anatoli Vladimirovitsj Zjigoelin (Russisch: Анатолий Владимирович Жигулин; Voronezj (Sovjet-Unie), 1 januari 1930 – Moskou, 6 augustus 2000) was een Sovjet-Russische dichter en prozaschrijver. Hij is de auteur van een aantal dichtbundels en de autobiografische roman De Zwarte Stenen (1988).

## Biografie

### Jeugd
Zjigoelin werd geboren in een groot boeren-immigrantengezin. Zijn vader was Vladimir Fjodorovitsj Zjigoelin en zijn moeder Jevgenia Mitrofanovna Rajevskaja, een achterkleindochter van decembrist Vladimir Rajevski.
Mijn vader werkte als postbode en leed aan vorm van open longtuberculose. De opvoeding van hem en zijn jongere broertje en zusje kwam daarom vooral neer op hun moeder. Zij hield van poëzie en las vaak gedichten voor aan haar kinderen. In 1937 verhuisde het gezin naar Anatolis' grootvader in Voronezj. De stad Voronezj en de omringende oblast lagen gedurende 8 maanden in de frontlinie, maar werden zelf niet veroverd. Als kind moest Anatoli echter wel de honger en ontbering van de oorlog ervaren gevolgd door het leven in een half verwoeste stad in de naoorlogse periode. Deze thema's -zijn geboortestad, jeugd en oorlog- zouden later duidelijk doorklinken in het werk van Zjigoelin.

### Ondergrondse organisatie en arrestatie
In 1947 richtten Anatoli en een aantal klasgenoten met wie hij bevriend was de 'Communistische Jeugdpartij' (KPM) op – een ondergrondse organisatie die tot doel had jonge mensen te laten vechten voor de terugkeer van de Sovjetstaat naar de 'leninistische principes'. Bovendien bevatte het KPM-programma een geheime clausule over de mogelijkheid om Jozef Stalin en zijn entourage onder dwang hun posten te doen verlaten (Zjigoelin 1989, p. 45). Al snel telde de organisatie ongeveer 60 mensen. In 1948 werd Anatoli lid van het politbureau van de KPM.
In het voorjaar van 1949 schreef de KPM voor het eerst een publicatie in het dagblad van Voronezj. Toen Zjigoelin 19 jaar oud was zou hij gaan studeren aan het bosbouwinstituut. De KPM werd echter ondanks haar strikte geheimhouding toch ontdekt door de autoriteiten als een 'samenzwering', wat zou leidden tot de vervolging van de leden. In september 1949, toen de leden van de KPM net zouden gaan studeren, begonnen de arrestaties. In totaal werden ongeveer 30 mensen gearresteerd, de helft van alle leden. Onder de gearresteerden bevond zich ook Anatoli. De gevangenen werden vastgezet in een gebouw aan de Volodarski-straat 39 (Oelitsa Volodarskogo).
Op 24 juni 1950 veroordeelde een Speciale Raad Zjigulin tot 10 jaar 'werkkamp met zware beveiliging'. Tussen september 1950 en augustus 1951 moest Zjigoelin gedwongen werken in de houtbouw in een goelagkamp bijTajsjet (oblast Irkoetsk). Vervolgens werd hij naar 'de Kolyma' gestuurd, waar hij drie jaren doorbracht. Hier werd hij onder andere ingezet bij het uraniummijnen van Boetoegytsjag en was hij getuige van het einde van de Hoerenoorlog (Soetsja vojna) en de viering van de dood van Stalin.
In 1955 kreeg hij amnestie en werd hij vrijgelaten. In 1956 werd hij volledig gerehabiliteerd.

### Gedichten
Na zijn gevangenschap ging Zjigoelin alsnog naar het Bosbouwinstituut van Voronezj (tegenwoordig de Staatsuniversiteitvan Voronezj voor Bosbouwtechniek). Tijdens zijn studie publiceerde hij in 1959 in Voronezj zijn eerste gedichtenbundel getiteld Ogni mojego goroda ("De lichten van mijn stad"). Een jaar later studeerde hij af aan het bosbouwinstituut.
Op 4 november 1961 kwam hij in aanraking met Aleksandr Tvardovski, die vanaf januari 1962 in het literair maandblad Novy Mir al verschillende gedichten had gepubliceerd. In 1963 verscheen Relsy ("Rails"); de eerste 'Moskouse' dichtbundel van Zjigoelin, die veel positieve recensies oogstte van critici. In hetzelfde jaar begon Zjigoelin hogere literaire cursussen te volgen van de Bond van Sovjetschrijvers. Vanaf die tijd woonde en werkte hij in Moskou.
In 1964 verscheen in Voronezj zijn gedichtenbundel Pamjat ("geheugenis"), waarna in Moskou zijn bundels Izbrannaja lirika ("Verzamelde verzen"; 1965) en Poljarnye tsvety ("Poolbloemen"; 1966) werden uitgegeven.
In de daaropvolgende jaren werden regelmatig dichtbundels van Zjigoelin gepubliceerd: Prozratsjnye dni ("heldere dagen") in 1970, Solovetsjaja tsjajka ("Solovetskimeeuw") en Kalina Krasnaja - Kalina tsjornaja ("rode sneeuwballen zijn zwarte sneeuwballen") in 1979, Zjizn, netsjajannaja radost ("Leven, onverwachte vreugde") in 1980 en V nadezjde vetsjnoj ("Eeuwige hoop") in 1983.
In 1987 werden zijn verzamelde werken uitgegeven onder de titel Sgorevsjaja tetrad ("Verbrand werkboek").
De Duitse literatuurwetenschapper Wolfgang Kasack schreef over hem:
De verzen van Zjigoelin worden geboren uit zijn eigen spirituele en levenservaringen. Twee thema's lopen door zijn werk: de aard van Centraal-Rusland en Noordoost-Siberië en zijn gevangenschap in de strafkampen. Hij vermijdt echter altijd journalistiek. Zelfs in de pijnlijke regels heeft hij een algeheel positieve toon en er blijft een constant verlangen om de beproevingen van het lot te overwinnen. Hij vertelt met de grootst mogelijke precisie over persoonlijke ervaringen, waarbij hij geleidelijk zijn gedachten ontwikkelt. Zjigoelin gebruikt notitieboekjes in zijn werk, de laatste versies van zijn gedichten. Dankzij herhaalde verwerking verkrijgen zijn gedichten volledigheid en integriteit, totdat het onmogelijk is om nog een woord te vervangen. Zijn poëzie overtuigt door de eenvoud en helderheid van de taal, de nabijheid van de natuur en de morele en humanitaire positie van een man die veel heeft overleefd.
In 1988 verscheen in de zevende en achtste editie van het tijdschrift Znamja de autobiografische roman De Zwarte Stenen van Zjigoelin, die een grote publieke reactie veroorzaakte. In het boek vertelt hij over zijn familie, kindertijd en jeugd, maar met name over de ondergrondse beweging Communistische Jongerenpartij, die in Voronezj een 'onvoltooid' jaar actief was, over de arrestatie van de deelnemers en over het leven in de gevangenis. Het verhaal wordt geïllustreerd door de verzen die Zjigoelin zelf schreef in die jaren.

### Laatste jaren
In juli 2000 voltooide Zjigoelin zijn laatste bundel genaamd Stichotvorenia ("gedichten"), maar overleed vervolgens op 71-jarige leeftijd in Moskou. Na zijn dood werd deze bundel gepubliceerd met een beperkte oplage.

## Werk
- 1959: Ogoeni mojego goroda/Огни моего города, Voronezj: Кн. изд.
- 1961: Kostjor-tsjelovek/Костёр-человек, Voronezj: Воронежское книжное издательство
- 1963: Relsy. Stichi/Рельсы. Стихи, Moskou: Молодая гвардия
- 1964: Pamjatʲ/Память, Voronezj: Центр.-Чернозёмное кн. изд.
- 1965: Stichi/Стихи, Moskou: Молодая гвардия
- 1966: Poljarnye tsvety. Stichi/Полярные цветы. Стихи, Moskou: Советский писатель
- 1968: Pole boja. Lirika/Поле боя. Лирика, Moskou: Молодая гвардия
- 1970: Prozratsjnye dni/Прозрачные дни, Moskou: Советский писатель
- 1972: Tsjistoje pole. Stichi/Чистое поле. Стихи, Moskou: Советская Россия
- 1972: Svet predosenni/Свет предосенний, Moskou: Современник
- 1975: Polynny veter/Полынный ветер, Moskou: Молодая гвардия
- 1976: Stichotvorenia/Стихотворения, Moskou: Художественная литература
- 1977: Gorjasjtsjaja beresta/Горящая береста, Moskou: Советская Россия
- 1979: Kalina krasnaja — kalina tsjornaja/Калина красная — калина чёрная, Moskou: Советский писатель
- 1979: Solovetskaja tsjajka/Соловецкая чайка, Moskou: Современник
- 1980: Zjizn, netsjajannaja radost/Жизнь, нечаянная радость, Moskou: Молодая гвардия
- 1981: Izbrannoje/Избранное, Moskou: Худож. лит.
- 1982: Voronezj. Rodina. Ljoebov. Kniga liriki/Воронеж. Родина. Любовь. Книга лирики, Voronezj: Центр.-Чернозёмное кн. изд-во
- 1983: V nadezjde vetsjnoj. Stichi/В надежде вечной. Стихи, Moskou: Советский писатель
- 1984: Stichotvorenia/Стихотворения, Moskou: Советская Россия
- 1986: Iz raznich let, iz raznich dalej/Из разных лет, из разных далей, Moskou: Современник
- 1987: Vesenneje imja (stichi)/Весеннее имя (стихи), Moskou: Молодая гвардия
- 1987: Stichotvorenia/Стихотворения, Moskou: Худож. лит.
- 1988: Bely lebed. Stichi/Белый лебедь. Стихи, Moskou: Правда
- 1988: Za rekoj Tsjoenojoe/За рекой Чуною, Irkoetsk: Вост.-Сиб. кн. изд.
- 1988: Stichotvorenia/Стихотворения, Moskou: Детская литература
- 1989: Letjasjtsjije dni: Stichi/Летящие дни: Стихи, Moskou: Советский писатель
- 1989: Tsjornije kamni/Чёрные камни, Moskou: Кн. палата
- 1989: Tsjornije kamni/Чёрные камни, Moskou: Московский рабочий
- 1990: Tsjornije kamni/Чёрные камни, Moskou: Современник

## Nagedachtenis
- In Voronezj is een bibliotheek vernoemd naar de dichter.
- De afdeling cultuuradministratie van het stadsbestuur van Voronezj riep 2010 uit als het jaar van Anatoli Zjigoelin.
- In zowel Voronezj als Tajsjet zijn gedenkplaten geplaatst ter nagedachtenis aan hem.